# أودهاف ثاكيراي
أودهاف ثاكيراي (مواليد 27 يوليو 1960) هو سياسي هندي شغل منصب رئيس حكومة ولاية ماهاراشترا في الفترة من نوفمبر 2019 حتى يونيو 2022.